# Гоуларт Габріель
Габріель Гоуларт (порт.-браз. Gabriel Goulart; нар. 10 березня 2002, Ерешин, Ріу-Гранді-ду-Сул, Бразилія) — бразильський футболіст, нападник ЮКСА.

## Життєпис
Народився в муніципалітеті Ерешин штату Ріу-Гранді-ду-Сул. Футбольну кар'єру розпочав 2020 року в юнацькій команді «Іпіранги» з рідного міста. Наступного року перебрався до молодіжної команди «Корітіби». З 2023 року виступав за першу команду «Уніау Фредерікенсі», у футболці якої дебютував 16 квітня 2023 року в переможному (1:0) виїзному поєдинку 1-го туру групи А Серії А2 ЛігиГаушу проти «Гаушу». Габріель вийшов на поле в стартовому складі, а на 88-й хвилині його замінив Крістіан Теобальд. Єдиним голом за команду відзначився 14 травня 2023 року на 47-й хвилині переможного (4:3) виїзного матчу групи А Серії А2 Ліги Гаушу проти «Веранополіса». Гуларт вийшов на поле в стартовому складі, на 53-й хвилині його замінив Матеус Прессеш, а на 61-й хвилині отримав жовту картку. У першій половині сезону 2023 року зіграв 8 матчів (1 гол) у Серії А2 Ліги Гаушу та 2 поєдинки у кубку Гаушу.
19 серпня 2023 року вільним агентом перейшов до ЮКСА. У футболці тарасівського клубу дебютував 19 серпня 2023 року в переможному (3:1) виїзному поєдинку 3-го туру Другої ліги України проти борщагівської «Чайки». Габріель вийшов на поле в стартовому складі, на 9-й хвилині відзначився дебютним голом за нову команду, а на 66-й хвилині його замінив Ерік Бейер.